# Amoco Cadiz

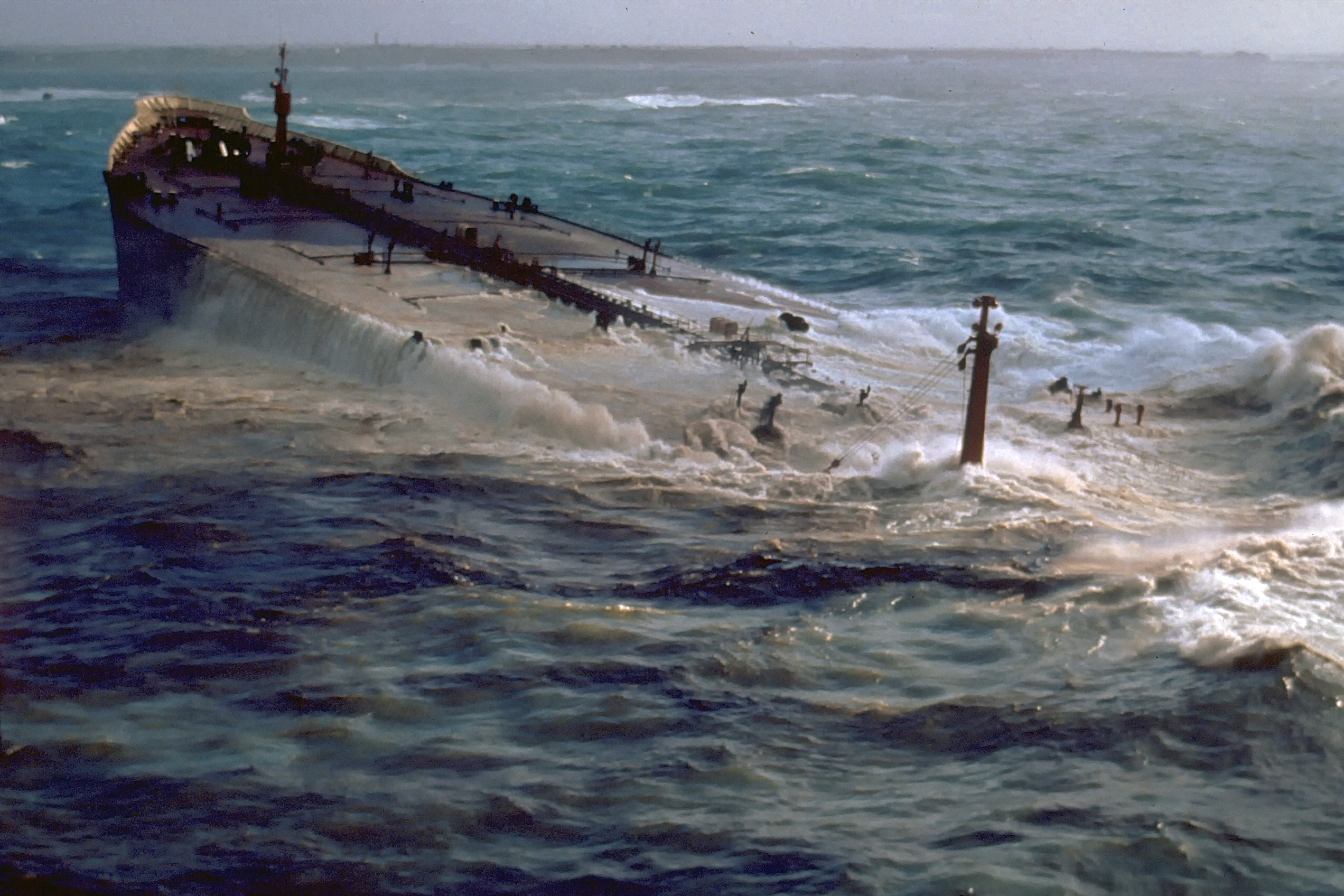
Amoco Cadiz durante seu naufrágio.

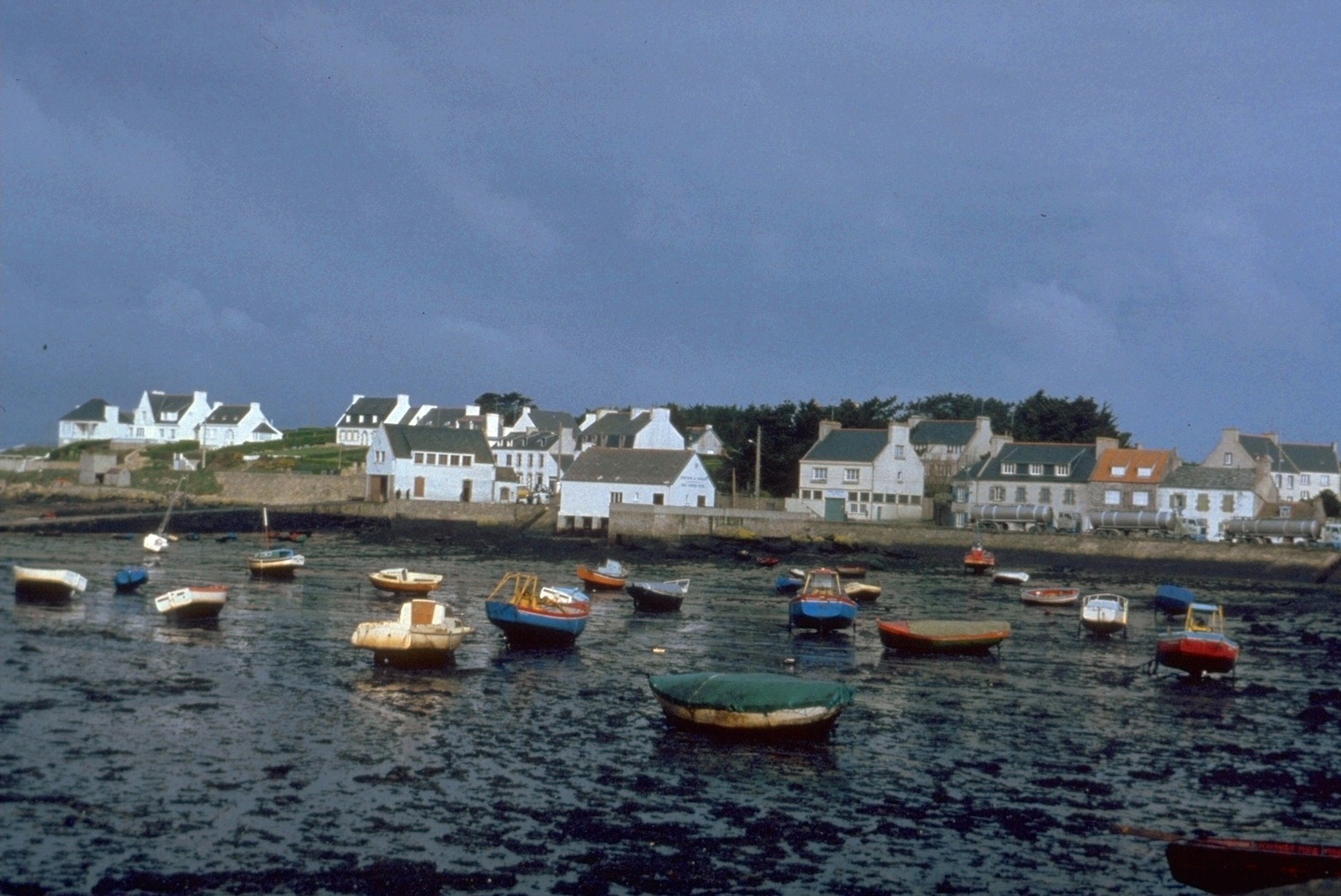
Poluição da costa da França

O Amoco Cadiz foi um navio petroleiro do tipo VLCC (Very Large Crude Carrier) de propriedade da Amoco que ganhou notoriedade internacional após um acidente ocorrido em 16 de março de 1978 a 3 milhas da costa da Bretanha, França, onde partiu-se em dois e gerou um dos maiores desastres ambientais da história em virtude do grande derramamento de petróleo.